# Bella Starace Sainati
Bella Starace Sainati (Napoli, 2 giugno 1878 – Bologna, 4 agosto 1958) è stata un'attrice italiana di teatro, cinema e televisione.

## Biografia

Bella Starace Sainati (Poncia) accanto a Edda Albertini (Adela) nella rappresentazione teatrale di La casa di Bernarda Alba del 1947

Figlia di un giureconsulto, conseguì il diploma magistrale a soli 17 anni ma non proseguì gli studi, per dedicarsi alla recitazione entrando nella compagnia di Antonio Zorri. Passò successivamente a quella di Tina Di Lorenzo e Flavio Andò, venendo scritturata con la qualifica di amorosa. Conosciuto sul palcoscenico Alfredo Sainati, ne divenne la moglie e assieme a lui entrò in altre prestigiose formazioni come quella di Italia Vitaliani e Bianca Iggius. Ottenne buoni consensi in Diritto di vivere di Roberto Bracco ed entrò nel 1900 e fino al 1905 nella compagnia di Ermete Zacconi. Dopo aver effettuato una lunga tournée in Sudamerica, entrò nella compagnia del Grand-Guignol fondata dal marito nel 1908 e nella quale divenne prima attrice.
Successivamente fu in compagnie dirette da Guido Salvini e recitò accanto a Tat'jana Pavlova e Lia Orlandini per poi ritirarsi temporaneamente dalle scene negli anni trenta. Ritornò sul palcoscenico nel dopoguerra interpretando ruoli importanti in drammi applauditi come Il voto e Teresa Raquin (1946) di Émile Zola (nel ruolo della suocera inferma), con la compagnia Evi Maltagliati e la regia di Giorgio Strehler e La casa di Bernarda Alba (1947) di Federico García Lorca dove fu autorevole nel ruolo di Ponzia, contrapposta a Wanda Capodaglio. Seguirono altre convincenti prove in lavori come La fiaccola sotto il moggio (1952) e Il ferro (1953).
Nel cinema esordì sin dai tempi del muto, distinguendosi in tre pellicole dirette da Amleto Palermi, Il dramma dell amore (1920), Il peccato (1920) e La casa degli scapoli (1923). Negli anni trenta e fino alla prima metà anni cinquanta fu invece attivissima nel cinema sonoro dove la sua presenza, in ruoli di carattere, divenne una costante. Morì presso la Casa di Riposo per artisti Lyda Borelli a Bologna e riposa al cimitero monumentale della Certosa di Bologna.

## Filmografia parziale
- Giuseppe Verdi, regia di Carmine Gallone (1938)
- Le due madri, regia di Amleto Palermi (1938)
- Fascino, regia di Giacinto Solito (1939)
- Napoli che non muore, regia di Amleto Palermi (1939)
- Cavalleria rusticana, regia di Amleto Palermi (1939)
- Follie del secolo, regia di Amleto Palermi (1939)
- Il ponte dei sospiri, regia di Mario Bonnard (1940)
- La gerla di papà Martin, regia di Mario Bonnard (1940)
- La peccatrice, regia di Amleto Palermi (1940)
- Addio giovinezza!, regia di Ferdinando Maria Poggioli (1940)
- San Giovanni decollato, regia di Amleto Palermi e Giorgio Bianchi (1940)
- L'ispettore Vargas, regia di Gianni Franciolini (1940)
- Ridi pagliaccio, regia di Camillo Mastrocinque (1941)
- Nozze di sangue, diretto da Goffredo Alessandrini (1941)
- L'amante segreta, regia di Carmine Gallone (1941)
- Primo amore, regia di Carmine Gallone (1941)
- Signorinette, regia di Luigi Zampa (1942)
- Gelosia, regia di Ferdinando Maria Poggioli (1942)
- Odessa in fiamme, regia di Carmine Gallone (1942)
- Carmela, regia di Flavio Calzavara (1942)
- Quarta pagina, regia di Nicola Manzari (1942)
- Nessuno torna indietro, regia di Alessandro Blasetti (1943)
- Redenzione, regia di Marcello Albani (1943)
- Finalmente sì, regia di Ladislao Kish (1944)
- 07... tassì, regia di Alberto D'Aversa (1944)
- Lettere al sottotenente, regia di Goffredo Alessandrini (1944)
- Onora il padre e la madre, episodio de I dieci comandamenti, regia di Giorgio Walter Chili (1945)
- Addio, mia bella Napoli!, regia di Mario Bonnard (1946)
- Furia, regia di Goffredo Alessandrini (1947)
- Il Passatore, regia di Duilio Coletti (1947)
- La monaca di Monza, regia di Renato Pacini (1947)
- Fabiola, regia di Alessandro Blasetti (1949)
- Vertigine d'amore, regia di Luigi Capuano (1949)
- Il voto, regia di Mario Bonnard (1950)
- È più facile che un cammello..., regia di Luigi Zampa (1950)
- Cameriera bella presenza offresi..., regia di Giorgio Pàstina (1951)
- Gli innocenti pagano, regia di Luigi Capuano (1952)
- Processo alla città, regia di Luigi Zampa (1952)
- Noi peccatori, regia di Guido Brignone (1953)
- Condannatelo!, regia di Luigi Capuano (1953)
- Nerone e Messalina, regia di Primo Zeglio (1953)
- Vortice, regia di Raffaello Matarazzo (1953)
- Passione, regia di Max Calandri (1954)

## Teatro
- Teresa Raquin di Émile Zola, regia di Giorgio Strehler. Teatro Odeon, Milano, 4 giugno 1946.

## Prosa radiofonica Eiar
- Le false confidenze, commedia di Pierre Carlet de Chamblain de Marivaux, regia di Guglielmo Morandi, trasmessa il 22 gennaio 1940.
- L'età delle attrici, commedia di J.M.Barrie, regia di Luigi Maggi, trasmessa il 4 maggio 1940.